# 新闻30分
《新聞30分》（英語：News 30'）是中國中央電視台綜合頻道和新聞頻道每天午間播出的正午新聞節目。前身为1984年1月1日开播的《午间新闻》。

## 歷史
1995年，中央电视台提出“巩固提高两头，发展中间”的新闻节目播出策略，在已有的早晚间新闻黄金时段大力发展午间新闻时段。1995年4月3日，由《午间新闻》改版而成、执行“采编播合一，人财物独立”的特殊政策的《新闻30分》在CCTV-1首播，并于每天的14:30至15:00在CCTV-2重播。
2003年5月1日，中国中央电视台新闻频道开播，《新闻30分》开始在中央电视台综合频道和新闻频道并机播出，演播室进行了更换，受众面进一步扩大，结构更加合理，广告形式由在节目前后播出改为在节目中插播，大大避免了观众流失，使广告收视率更加接近节目收视率。
2003年5月8日起，新闻30分取消在CCTV-2的重播。
2008年6月22日起，该节目取消在末段环节播放海况预报。
2009年7月31日起，新闻30分与新闻频道大多数节目一起启用统一新包装。2019年10月16日起，开始在央视N07演播室播出并实现高清化。

## 制作
该节目以国内外要闻、话题性新闻和文化类新闻为主。早前该节目在229演播室播出。
2006年6月5日，随着新闻频道的改版，《新闻30分》统一更换黄色包装，改在250演播室播出。（有时仍然使用229演播室播出）
2009年7月31日起，随着新闻频道的改版，《新闻30分》统一更换蓝色包装，改在改造後的150演播室播出。
2010年2月1日起，《新闻30分》改在改造後的250演播室播出。
2013年1月14日，该节目增加了主播互动交流以及大屏幕的配合。
2019年10月16日起，《新闻30分》开始在N07演播室制播，镜面、片头、天气与中插广告均改为16:9制式，但当日新闻片仍以4:3画面切边播出，且部分非线性包装使用15版样式，后于10月17日开始全面启用16:9的新闻片和19版非线包装；时政新闻仍保持4:3，并以切边播出直至2020年7月18日，之後時政新聞也統一16:9播出。
此外，由于新闻频道在每年的三月初直播两会的部长通道，或因新闻频道直播其他特殊活动，《新闻30分》有可能会改为综合频道独播并改在其他演播室（2019年或以前改在150演播室或229演播室播出，2021年或之後可能改在N01演播室）播出。

## 播出

### 主播
《新闻30分》每期节目由一男一女两名主播负责播报。
自2018年3月起，不時有《朝聞天下》主播（新生代主播除外）代班主持《新闻30分》，並逐漸取代由《新聞聯播》及《晚間新聞》主播代班的安排。
|                    | 男主播                       | 女主播                                             |
| ------------------ | ---------------------------- | -------------------------------------------------- |
| 常驻主播           | 何岩柯、严於信、潘濤         | 文靜、郑天亮、梁艷、胡蝶                           |
| 代班主播           | 刚强                         | 彭坤、王音棋、郑丽、寶曉峰                         |
| 現職前任主播       | 康輝、郭志堅、朱廣權、崔志刚 | 章偉秋、耿薩、柴璐、李梓萌                         |
| 已辞职主播         | 郎永淳、楊柳、赵普           | 孫岩、肖艷、楊晨、欧陽夏丹                         |
| 已转幕后或退休主播 | 王寧、張宏民、長嘯、納森     | 邢质斌、胥午梅、顏倩、李瑞英、李修平、海霞、贺红梅 |
| 已故主播           | 羅京、顾国宁                 |                                                    |